# یخ بسته

یخ سریع (چپ، در امتداد خط ساحلی) در مقابل رانه‌یخ (راست) در یک سناریوی دینامیک دریایخ فرضی (خرس مقیاس تقریبی ارائه می‌کند).

یخ بسته یا یخ سریع (همچنین یخ سریع خشکی و یخ سریع ساحلی نیز نامیده می‌شود) یخ دریایی است که به خطوط ساحلی بستر دریا یا به کوه‌های یخ در خشکی لنگر شده‌است. یخ سریع می‌تواند از آب دریا یا با انجماد تکه‌های یخ که به سمت ساحل یا سایر لنگرگاه‌ها حرکت می‌کنند رشد کند. بر خلاف رانه‌یخ، یخ سریع با جریان و باد حرکت نمی‌کند. عرض (و حضور) این منطقه یخی معمولاً فصلی است و به ضخامت یخ، توپوگرافی کف دریا و جزایر بستگی دارد. دامنه آن از چند متر تا چند صد کیلومتر است. گسترش به سمت دریا تابعی از عوامل متعددی است، به ویژه عمق آب، حفاظت از خط ساحلی، زمان سال و فشار یخ بسته.